# Vagli Sotto
Vagli Sotto è un comune italiano di 787 abitanti della provincia di Lucca in Toscana.

## Geografia fisica
- Classificazione sismica: zona 2 (sismicità medio-alta), Ordinanza PCM 3274 del 20/03/2003
- Classificazione climatica: zona E, 2903 GR/G
- Diffusività atmosferica: bassa, Ibimet CNR 2002

## Monumenti e luoghi d'interesse

### Architetture religiose
- Eremo del Beato Viviano
- Chiesa di Sant'Agostino
- Chiesa di San Regolo a Vagli sotto
- Chiesa di San Lorenzo a Vagli Sopra, con facciata ornata di volute sulla quale è presenta l'emblema di Ercole I d'Este, un anello diamantato avvolto da foglie di garofano. All'interno si trova una pala marmorea composta da tre nicchie contenenti le figure della Madonna col Bambino, di San Lorenzo e di San Giovanni Battista, una predella con i dodici apostoli (ma con San Paolo invece di Giacomo minore), l'Annunciazione al di sopra ed il Crocifisso tra due angeli nella lunetta. Il dossale, ricco di elementi classicheggianti di gusto rinascimentale ma debole nell'esecuzione e di mediocre qualità, è firmato da Giovanni Pietro da Carrara e datato 1485[4].
- Chiesa di San Bartolomeo a Roggio, del XIII secolo,[5] contenente una una pala marmorea analoga a quella in San Lorenzo a Vagli sopra, composta da tre nicchie contenenti le figure della Madonna col Bambino, di San Bartolomeo e di Sant'Antonio Abate, una predella con i busti dei dodici apostoli (ma con San Paolo invece di Giacomo minore), l'Annunciazione al di sopra e due angeli reggenti una ghirlanda nella lunetta. Il dossale è probabilmente opera di più mani, una per le figure principali, un'altra per la predella ed un'ultima per la parte superiore, che fanno di quest'opera un risultato di più alta qualità rispetto all'altra menzionata[6].

### Paese sommerso

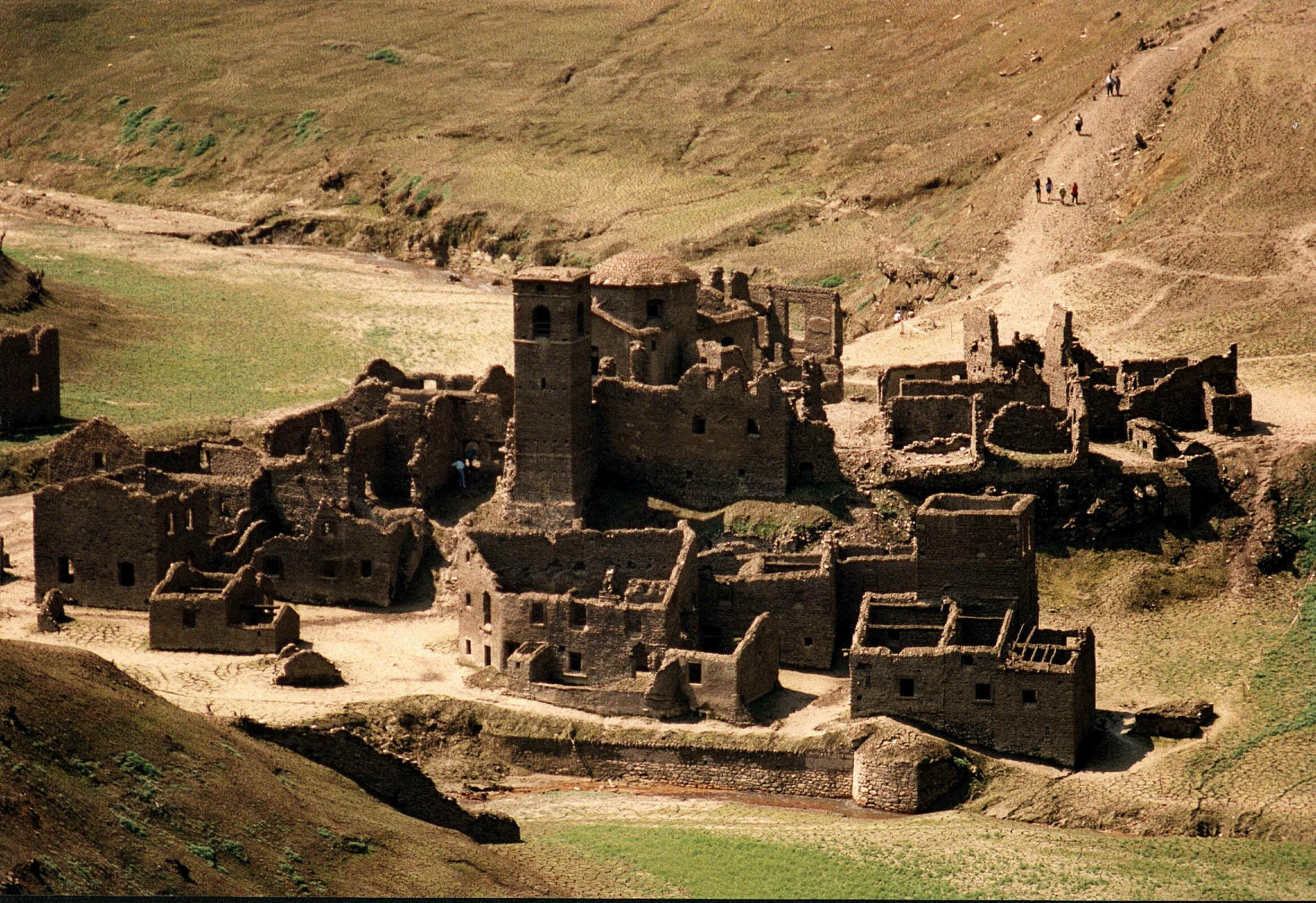
Vista Paese Sommerso

Sul fondo del lago di Vagli si trova il cosiddetto "antico paese di Fabbriche di Careggine": esso venne sommerso quando fu costruita la diga; l'ultima volta che il borgo vide la luce fu nel 1994 quando il lago fu svuotato per permettere la manutenzione della diga.

### Passerella di Vagli
Il ponte Morandi che collega le due sponde del lago di Vagli, è costituito da un arco centrale a tre cerniere, di 70 m di luce, e da due telai zoppi a 2 campate, di 23 m di luce e 21 m di altezza, sostenenti un impalcato in cemento armato precompresso i cui elementi longitudinali sono stati costruiti a conci fuori opera. Dal punto di vista tecnico è importante il sistema adottato in quest'opera per l'esecuzione del doppio arco centrale.

## Società

### Evoluzione demografica
Abitanti censiti

## Economia

### Attività mineraria
Nel comune sono presenti alcune cave di marmo, oggetto da anni di un'aspra battaglia ambientalista per la loro chiusura, a causa del loro impatto ambientale e paesaggistico. 

### Turismo
Da alcuni anni Vagli Sotto ha visto un grande aumento di affluenza turistica derivante, oltre che dalle bellezze del luogo come il Paese Sommerso, anche da alcune singolari iniziative prese dal comune. Tra queste si annoverano la costruzione di un ponte tibetano sul lago, l'istituzione di un servizio di giri turistici in elicottero, la creazione di una teleferica sopra il lago adatta anche ai disabili e la creazione del nuovo Parco dell'Onore e del Disonore in cui sono presenti, tra le altre, statue di Francesco Schettino, Gregorio De Falco, Fabrizio Quattrocchi, il cane eroe Diesel, Aleksandr Prochorenko, Vladimir Putin e Donald Trump.

## Infrastrutture e trasporti
Vagli è servita dalla strada provinciale 50, sulla quale sono svolte autocorse in servizio pubblico a cura di Autolinee toscane .
In località Poggio è inoltre presente la fermata ferroviaria Poggio-Careggine-Vagli, servita dalle corse di Trenitalia che percorrono la ferrovia Lucca-Aulla nell'ambito del contratto di servizio con la Regione Toscana.

## Amministrazione
Di seguito è presentata una tabella relativa alle amministrazioni che si sono succedute in questo comune.
| Periodo           | Periodo        | Primo cittadino       | Partito                                                  | Carica  | Note   |
| ----------------- | -------------- | --------------------- | -------------------------------------------------------- | ------- | ------ |
| 11 settembre 1987 | 11 giugno 1990 | Antonio Lorenzini     | Democrazia Cristiana                                     | Sindaco | [ 16 ] |
| 12 luglio 1990    | 24 aprile 1995 | Domenico Ilio Giorgi  | Democrazia Cristiana                                     | Sindaco | [ 16 ] |
| 24 aprile 1995    | 14 giugno 1999 | Agostino Matteo Landi | centro-sinistra                                          | Sindaco | [ 16 ] |
| 14 giugno 1999    | 14 giugno 2004 | Agostino Landi        | centro-sinistra                                          | Sindaco | [ 16 ] |
| 14 giugno 2004    | 8 giugno 2009  | Mario Puglia          | centro                                                   | Sindaco | [ 16 ] |
| 8 giugno 2009     | 26 maggio 2014 | Mario Puglia          | lista civica                                             | Sindaco | [ 16 ] |
| 26 maggio 2014    | 27 maggio 2019 | Mario Puglia          | lista civica Uniti per migliorare ancora (centro-destra) | Sindaco | [ 16 ] |
| 27 maggio 2019    | 10 giugno 2024 | Giovanni Lodovici     | lista civica Vagli c'è (centro-destra)                   | Sindaco | [ 16 ] |
| 10 giugno 2024    |                | Mario Puglia          | lista civica di centro-destra                            | Sindaco | [ 16 ] |